# Brome-Missisquoi
A Regionalidade Municipal do Condado de Brome-Missisquoi está situada na região de Montérégie na província canadense de Quebec. Com uma área de mais de mil e quinhentos quilómetros quadrados, tem, segundo o censo de 2004, uma população de cerca de quase cinquenta mil pessoas sendo comandada pela cidade de Cowansville. Ela é composta por 21 municipalidades: 7 cidades, 10 municípios, 1 cantão, 1 freguesia e 2 aldeias.

## Municipalidades

### Cidades
- Bedford
- Bromont
- Cowansville
- Dunham
- Farnham
- Lac-Brome
- Sutton

### Municípios
- Bolton-Ouest
- Brigham
- East Farnham
- Frelighsburg
- Notre-Dame-de-Stanbridge
- Saint-Armand
- Saint-Ignace-de-Stanbridge
- Saint-Pierre-de-Véronne-à-Pike-River
- Stanbridge East
- Stanbridge Station

### Cantão
- Bedford

### Freguesia
- Sainte-Sabine

### Aldeias
- Abercorn
- Brome